# Pavel Chomič
Pavel Semenovič Chomič (in russo Павел Семёнович Хомич?; Governatorato di Grodno, 17 ottobre 1883 – Leningrado, 10 settembre 1942) è stato un presbitero russo appartenente alla Chiesa cattolica in Russia, Amministratore apostolico di Leningrado, vittima delle persecuzioni sovietiche, servo di Dio.

## Biografia
Nacque in una famiglia dei greco–cattolici bielorussi, fu battezzato in Chiesa ortodossa. Il 22 ottobre 1905 passò al cattolicesimo. 
Frequentò l'Imperiale Accademia teologica cattolica romana di Pietrogrado e fu ordinato sacerdote nel 1916. Esercita il ministero nelle parrocchie di Pietrogrado e della provincia. Dal 1920 è parroco a Pskov, dal 1923 è parroco della chiesa di San Casimiro a Pietrogrado. 
Viene arrestato la prima volta a Leningrado il 3 dicembre 1926 e condannato a 10 anni di lager a regime duro da scontare in SLON dalle isole Soloveckie. Il 10 novembre 1936 viene liberato con la proibizione di risiedere nelle 12 città sovietiche più popolose e nelle regioni vicine al confine. 
Vive a Kostroma, poi a Kaluga e nell'agosto 1939 torna a Leningrado, dove vive clandestinamente e svolge la sua missione celebrando in appartamenti privati. All'inizio del luglio 1941 è nominato Amministratore apostolico. Il 15 luglio 1941 è arrestato a Leningrado nell'ambito dell'inchiesta collettiva sul clero e i laici cattolici, viene condannato alla pena capitale e il 10 settembre 1941 è stato fucilato a Leningrado.
Il suo processo di beatificazione è in corso dal 2003.